# Terebra boucheti
Terebra boucheti é uma espécie de gastrópode do gênero Terebra, pertencente a família Terebridae.